# Maedi
I Maedi (chiamati anche Maidi, Maedi, o Medi) erano una tribù trace che, in termini storici, occuparono l'area tra la Peonia e la Tracia; a sud-ovest rispetto alla Tracia lo Strimone (Strymon) divideva in due la loro terra, mentre a nord scorreva il fiume Mesta (Nestus). La loro capitale era Iamphorynna.

Furono una tribù indipendente durante gran parte della loro storia, e il re Trace Sitalkes riconobbe la loro indipendenza, ma confinavano con molte tribù bellicose come Dardani, Agriani e Peoni, che formavano una barriera con la Tracia a est e l'Illiria a ovest, con la Macedonia a sud della Peonia.
Tra gli anni 89–85 a.C. (durante la Prima guerra mitridatica), i Maedi invasero la Macedonia, saccheggiando Dodona e Delfi. Contro di loro Lucio Cornelio Silla condusse una campagna militare nell'85 a.C. Si racconta che compirono questa incursione quando il vice-governatore della Macedonia (un certo Bruzzio Sura) era lontano per contrastare le forze pontiche capeggiate da Archelao.
Si dice anche che il famoso schiavo Spartaco fu un maedo.
Aristotele ricorda che bolinthos era la parola maeda per indicare una specie di toro selvaggio o bisonte che viveva nella regione.